# Maj Britt Theorin
Karin Maj Britt Margareta Theorin, född Fagerberg 22 december 1932 i Haga församling i Göteborg, död 6 april 2021 i Adolf Fredriks distrikt i Stockholm,, var en svensk socialdemokratisk politiker. Hon var bland annat riksdagsledamot 1971–1995 och europaparlamentariker 1995–2004.

## Biografi
Maj Britt Theorin engagerade sig främst i freds- och nedrustningsfrågor. Hon ledde den svenska nedrustningskommissionen 1982–1991.
I Europaparlamentet var Theorin ledamot av utskottet för utrikes-, säkerhets- och försvarsfrågor. I januari 1999 föredrog hon utskottets rapport om miljö, säkerhet och utrikespolitik, vilken berörde möjligt bruk av militära resurser för miljöändamål. 
Theorin förespråkade 1987 ett förbud mot privat innehav av parabolantenner. Detta skedde genom ett förslag från det Socialdemokratiska Kvinnoförbundet vid genombrottet av den kommersiella televisionen i Sverige i mitten av 1980-talet.
Theorin var en av initiativtagarna till paraplyorganisationen Operation 1325 och dess ordförande från 2010 till 2014.

## Priser och utmärkelser
- 1973 – Eldh-Ekblads fredspris
- 2013 – Martin Luther King-priset[11]